# 虢公忌父
虢公忌父（?—?），东周初期西虢国国君，公爵。当时，鄭莊公承襲了父親鄭武公在朝廷的卿士職位。前720年，周平王寵信虢公忌父，有意擢升虢公、分享鄭莊公的權力。鄭莊公怨恨周王，周王隨即澄清，並以王子狐入鄭為人質，鄭國遂派世子忽入周為人質，史稱「周鄭交質」。前720年，周平王去世，周桓王準備委任虢公執政，取代鄭莊公。鄭國在這年先後收割了溫地的麥和成周的禾，周鄭關係進一步惡化。前718年，曲沃背叛王室。秋，周桓王命虢公讨伐曲沃，在翼地立晋哀侯。前715年夏，虢公忌父始正式成为周朝的卿士。